# NGC 5277
NGC 5277 ist eine 14,6 mag helle Spiralgalaxie vom Hubble-Typ Sbc im Sternbild Jagdhunde und etwa 535 Millionen Lichtjahre von der Milchstraße entfernt.
Sie wurde am 23. Mai 1881 von Édouard Stephan entdeckt.